# Galena Krastenowa
Galena Krastenowa (bulgarisch Галена Кръстенова, englische Schreibweise Galena Krastenova; * 6. Juli 2007) ist eine bulgarische Tennisspielerin.

## Karriere
Krastenowa spielt hauptsächlich auf der ITF Women’s World Tennis Tour, wo sie bisher aber noch keinen Turniersieg erringen konnte.
2024 stand sie im August mit Uljana Hrabawez im Finale im Doppel des W15 in Kuršumlijska Banja, das die beiden mit 0:6 und 4:6 gegen Loes Ebeling Koning und Sarah van Emst verloren. 